# Ефект ЯОРП
Ефект Ярковського — О'Кіфа — Радзієвського — Педдека (скор. ЯОРП-ефект або YORP-ефект) — явище зміни швидкості обертання невеликих астероїдів неправильної форми під дією сонячного світла. YORP-ефект є одним із проявів ефекту Ярковського та його ширшою варіацією, що враховує додаткові фактори, які впливають на тіло в космічному просторі. Відбиття та перевипромінювання сонячного світла від поверхні астероїда, так само як і в ефекті Ярковського, створює загальний тепловий момент для астероїда з неправильною формою. Через великий проміжок часу ці теплові моменти можуть вплинути на кут нахилу та швидкість обертання малих тіл Сонячної системи. Цей механізм «сонячного світла що змінює період обертання» був придуманий Рубінкамом 2000 року та отримав назву YORP-ефекту. YORP-ефект є важливим, бо не тільки контролює довгострокову еволюцію векторів обертання астероїда, але і величину та напрямок дії ефекту Ярковського, що залежить від параметрів обертання. Фактично, коли YORP ефект об'єднується із пов'язаним ефектом Ярковського, то він має допомогти пояснити обертальні, орбітальні та фізичні параметри малих астероїдів. Також, ми можемо спостерігати YORP за допомогою вимірювання різниці в фазах сидеричного обертання малих астероїдів.

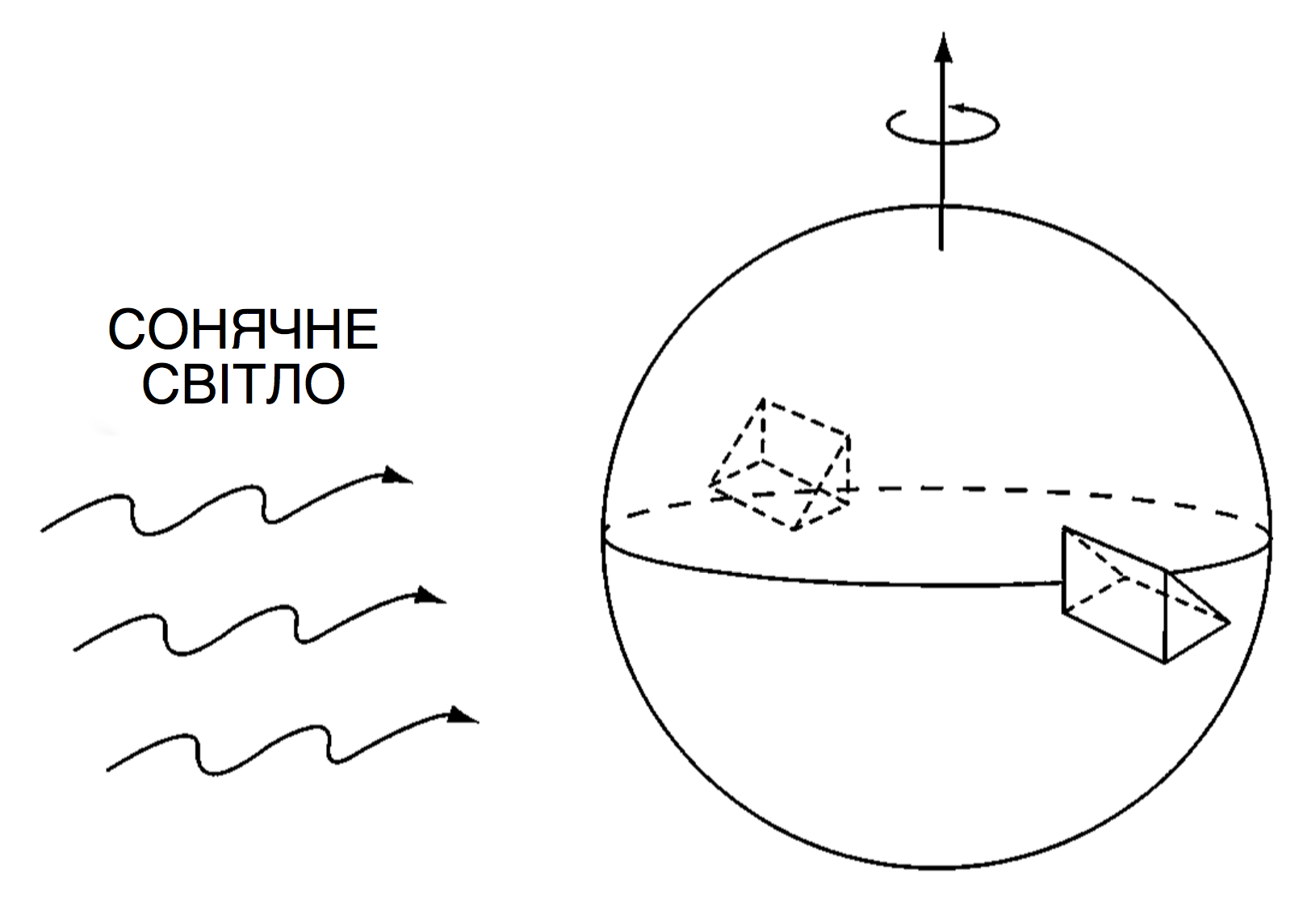
Пропелер Рубінкама. Ілюструє наявність YORP-ефекту асиметричного астероїда.

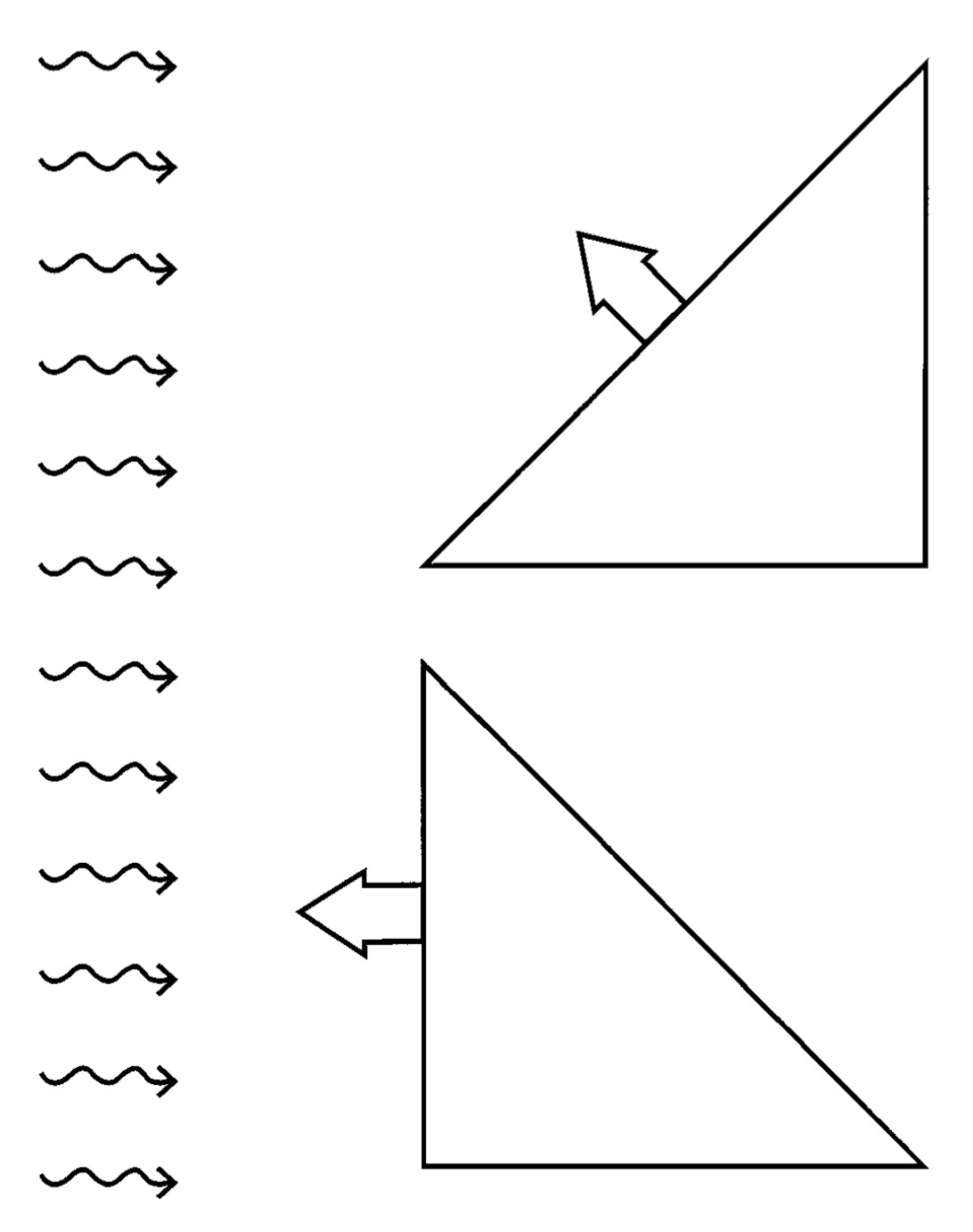
Сонячне світло діє на асиметричні поверхні пропелера Рубінкама.

## Історія
У XIX сторіччі Іван Ярковський зрозумів: інфрачервоне випромінювання з тіла, нагрітого Сонцем, викликає деякий обертальний момент. У перекладі на терміни сучасної фізики, кожний фотон викликає момент p = E/c, де E = hν — це енергія, а c — швидкість світла у вакуумі. Володимир Радзієвський припустив ідею, схожу з ідеєю обертання зі змінним альбедо. Далі, Стівен Педдек та Джон О'Кіф зрозуміли, що форма астероїда має набагато більший вплив на зміну швидкості його обертання. Педдок та Рі запропонували ідею, згідно з якою YORP ефект має спричиняти обертальні розриви асиметричних астероїдів та їх вірогідне викидання за межі Сонячної системи.

## Теорія
Рубінкам у 2000 році зобразив дію YORP ефекту на прикладі обертання кулястого астероїда з двома клинами, приєднаними до екватора. Для симетричного пропелера, сила реакції від фотонів, що вилітають з будь-якого заданого елемента площі буде діяти по нормалі до поверхні, таким чином, ми не зможемо спостерігати ніякого обертального моменту.
YORP, так само як і ефект Ярковського, можна розглядати як зворотну силу, прикладену до елемента {\displaystyle d{\boldsymbol {S}}={\boldsymbol {n}}_{\perp }dS} поверхні, що спричинена тепловим відбиттям та перевипромінюванням поглиненого сонячного світла.
{\displaystyle {d\omega  \over dt}={{\boldsymbol {T}}\mathbf {\boldsymbol {e}}  \over C}={{T_{S}} \over {C}}}
{\displaystyle \omega } — кутова швидкість; {\displaystyle e} — одиничний вектор осі обертання; {\displaystyle T={{dL} \over {dt}}} — момент сил; {\displaystyle T_{S}} — компонент моменту сил, що діє вздовж осі обертання та викликає зміну періоду обертання астероїда; {\displaystyle dL} — момент Імпульсу; {\displaystyle C} — момент Інерції.
{\displaystyle {{d\epsilon  \over dt}={{\boldsymbol {T}}\mathbf {\boldsymbol {e}} _{\perp 1} \over C\omega }}={{T_{S}} \over {C\mathbf {\omega } }}}
YORP-ефект може діяти не лише на поодинокі, а й на подвійні астероїди. Такий ефект називають BYORP (англ. binary YORP), він призводить до зміни параметрів орбіти подвійної системи, результатом чого може бути злиття або розпад подвійного астероїда.

## Спостереження
Аналіз популяцій дрібних астероїдів ясно вказує на зв'язок їх еволюції з YORP ефектом. Оцінити вікові зміни нахилу астероїда під дією YORP ефекту зараз неможливо, але можливо виявити вікові зміни швидкості обертання. Однак це є складним завданням, оскільки обертальний момент YORP майже не впливає на кілометрові астероїди на відстані приблизно однієї астрономічної одиниці. Так само як з ефектом Ярковського, виявлення YORP пов'язане з точним вимірюванням фази {\displaystyle \phi }, що пов'язана з періодом обертання астероїда. Це відбувається тому, що обертальна частота {\displaystyle \omega } змінюється лінійно за законом {\displaystyle {\omega (t)}={\omega _{0}}+{{d\omega } \over {dt}}} (якщо прийняти припущення, що {\displaystyle {{d\omega } \over {dt}}} має власну змінну часу). Пов'язана з ним фаза {\displaystyle \phi } зростає в часі за квадратичним законом {\displaystyle {\phi (t)}={\phi _{0}}+{\omega _{0}t}+{{1} \over {2}}{{d\omega } \over {dt}}{t^{2}}}. До того ж інші збурення (наприклад, слабкі нутації) не настільки помітні, щоб спростувати наявність YORP. Це означає, що у моделі {\displaystyle {{d\omega } \over {dt}}=0} YORP ефект виступає як похибка до частоти {\displaystyle \omega _{0}}. Тому, малі добавки {\displaystyle \omega _{0}} зростають лінійно у фазовій площині обертання астероїда. Можливість детектувати YORP випливає з можливості розрізнити цей лінійний внесок. Таким чином можна детектувати YORP для окремо обраного астероїда за десятиріччя.
2007 року було пряме спостережне підтвердження ефекту YORP на малих астероїдах 54509 YORP (що тоді позначався 2000 PH5) та 1862 Аполлон. Швидкість обертання 54509 YORP подвоїться за 600 000 років, також YORP ефект може змінити нахил осі і швидкість прецесії, тож повний вплив ефекту YORP може привести до резонансу в обертаннях астероїдів і відповідно, пояснити існування подвійних астероїдів.
| Об'єкт        | {\displaystyle {{d\omega } \over {dt}}}, 10-8 рад/день2 | Період (ч) | Відстань (А.О.) | Посилання     |
| ------------- | ------------------------------------------------------- | ---------- | --------------- | ------------- |
| 54509 YORP    | 350 ± 35                                                | 0,203      | 0,98            | [ 14 ]        |
| 25143 Ітокава | 3,5 ± 0,4                                               | 12,132     | 1,27            | [ 15 ]        |
| 1620 Географ  | 1,2 ± 0,2                                               | 5,223      | 1,18            | [ 16 ]        |
| 1862 Аполлон  | 5,5 ± 1,2                                               | 3,065      | 1,22            | [ 17 ] [ 18 ] |
| 3103 Егер     | 1,4 ± 0,6                                               | 5,710      | 1,32            | [ 19 ]        |
| 1865 Цербер   | <0,8                                                    | 6,803      | 0,96            | [ 19 ]        |

## Значення
- Контролює зміну швидкості обертання та кут нахилу астероїда.
- YORP ефект контролює ефект Ярковського, що відповідає за транспортування астероїдів з області Юпітера до області Землі, тим самим впливає на чисельність популяції навколоземних астероїдів.
- Викликає відцентрову силу, що провокує зсуви ґрунту до екватора астероїда, і, в деяких випадках — його розрив та формування подвійної системи.
- Передбачено, що ефект BYORP грає фундаментальну роль в еволюції подвійних систем. Існує гіпотеза, згідно з якою майже всі малі подвійні астероїди типу купа щебеню, які спостерігаються, перебувають у рівновазі: BYORP і припливні моменти обертання збалансовані.